# Atlas Agena D
Atlas Agena D – podrodzina rakiet nośnych Atlas tworzona przez trzy rakiety: Atlas LV-3A Agena D, Atlas SLV-3 Agena D, Atlas SLV-3A Agena D.

## Atlas LV-3A Agena D
Atlas LV-3A Agena D – wojskowa amerykańska rakieta nośna wywodząca się z rakiet IRBM Atlas i RM-81 Agena. Była modyfikacją rakiety Atlas Agena A, w której poprawiono osiągi pierwszego i drugiego członu.
Prócz sond Mariner 3 i Mariner 4, wynosiła jedynie ładunki wojskowe, z których większość pozostaje nadal utajniona.

### Chronologia startów
1. 12 lipca 1963, 20:45 GMT; s/n 201D-4702; miejsce startu: Pacific Missile Range (LC2-3), USA
Ładunek: Corona 67; Uwagi: start udany
2. 6 września 1963, 19:30 GMT; s/n 212D-4701; miejsce startu: Pacific Missile Range (LC2-3), USA
Ładunek: KH-7 02; Uwagi: start udany
3. 17 października 1963, 02:37 GMT; s/n 197D-1801; miejsce startu: Cape Canaveral Air Force Station (LC13), USA
Ładunek: Vela 1A, Vela 1B, ERS 12; Uwagi: start udany
4. 25 października 1963, 18:59 GMT; s/n 224D-4703; miejsce startu: Pacific Missile Range (LC2-3), USA
Ładunek: KH-7 03; Uwagi: start udany
5. 18 grudnia 1963, 21:45 GMT; s/n 227D-4802; miejsce startu: Pacific Missile Range (LC2-3), USA
Ładunek: KH-7 04; Uwagi: start udany
6. 25 lutego 1964, 18:59 GMT; s/n 285D-4803; miejsce startu: Pacific Missile Range (LC2-3), USA
Ładunek: KH-7 05; Uwagi: start udany
7. 11 marca 1964, 20:14 GMT; s/n 296D-4804; miejsce startu: Pacific Missile Range (LC2-3), USA
Ładunek: KH-7 06; Uwagi: start udany
8. 23 marca 1964, 16:19 GMT; s/n 351D-4805; miejsce startu: Pacific Missile Range (LC2-3), USA
Ładunek: KH-7 07; Uwagi: start udany
9. 19 maja 1964, 19:21 GMT; s/n 350D-4806; miejsce startu: Pacific Missile Range (LC2-3), USA
Ładunek: KH-7 08; Uwagi: start udany
10. 6 lipca 1964, 18:51 GMT; s/n 352D-4807; miejsce startu: Pacific Missile Range (LC2-3), USA
Ładunek: KH-7 09, Hitchhiker 5; Uwagi: start udany
11. 17 lipca 1964, 08:22 GMT; s/n 216D-1802; miejsce startu: Cape Canaveral Air Force Station (LC13), USA
Ładunek: Vela 2A, Vela 2B, ERS 13; Uwagi: start udany
12. 23 października 1964, 18:30 GMT; s/n 353D-?; miejsce startu: Vandenberg Air Force Base (PALC2-3), USA
Ładunek: KH-7 13, Hitchhiker 7; Uwagi: start udany
13. 5 listopada 1964, 19:22 GMT; s/n 289D-6931; miejsce startu: Cape Canaveral Air Force Station (LC13), USA
Ładunek: Mariner 3; Uwagi: start nieudany - awaria rakiety nośnej uniemożliwiła lot do Marsa
14. 28 listopada 1964, 14:22 GMT; s/n 288D-6932; miejsce startu: Cape Canaveral Air Force Station (LC12), USA
Ładunek: Mariner 4; Uwagi: start udany
15. 20 lipca 1965, 08:27 GMT; s/n 225D-1803; miejsce startu: Cape Canaveral Air Force Station (LC13), USA
Ładunek: Vela 3A, Vela 3B, ERS 17; Uwagi: start udany

## Atlas SLV-3 Agena D
Atlas SLV-3 Agena D – wojskowa amerykańska rakieta nośna wywodząca się z rakiet IRBM Atlas i RM-81 Agena. Standaryzowana, z członem Agena D.
Wynosiła głównie tajne ładunki wojskowe oraz kilka misji naukowych (Lunar Orbiter). Brała również udział w programie Gemini – wynosiła bezzałogowe moduły dokujące.

### Chronologia startów
1. 14 sierpnia 1964, 22:00 GMT; s/n 7101-4808; miejsce startu: Vandenberg Air Force Base (PALC2-4), USA
Ładunek: KH-7 10; P-11 4202; Uwagi: start udany
2. 23 września 1964, 20:06 GMT; s/n 7102-?; miejsce startu: Vandenberg Air Force Base (PALC2-4), USA
Ładunek: KH-7 11; Uwagi: start udany
3. 8 października 1964, ? GMT; s/n 7103-?; miejsce startu: Vandenberg Air Force Base (PALC2-4), USA
Ładunek: KH-7 12; Uwagi: start nieudany
4. 4 grudnia 1964, 18:57 GMT; s/n 7105-7105; miejsce startu: Vandenberg Air Force Base (PALC2-4), USA
Ładunek: KH-7 14; Uwagi: start udany
5. 23 stycznia 1965, 20:09 GMT; s/n 7106-7106; miejsce startu: Vandenberg Air Force Base (PALC2-3), USA
Ładunek: KH-7 15; Uwagi: start udany
6. 12 marca 1965, 19:25 GMT; s/n 7104-7104; miejsce startu: Vandenberg Air Force Base (PALC2-3), USA
Ładunek: KH-7 16; Uwagi: start udany
7. 3 kwietnia 1965, 21:24 GMT; s/n 7401-?; miejsce startu: Vandenberg Air Force Base (PALC2-4), USA
Ładunek: Space Nuclear Auxiliary Power Shot, SECOR 4; Uwagi: start udany
8. 28 kwietnia 1965, 20:17 GMT; s/n 7107-7107; miejsce startu: Vandenberg Air Force Base (PALC2-4), USA
Ładunek: KH-7 17, EHH B1; Uwagi: start udany
9. 27 maja 1965, 19:30 GMT; s/n 7108-7108; miejsce startu: Vandenberg Air Force Base (PALC2-4), USA
Ładunek: KH-7 18; Uwagi: start udany
10. 25 czerwca 1965, 19:30 GMT; s/n 7109-7109; miejsce startu: Vandenberg Air Force Base (PALC2-4), USA
Ładunek: KH-7 19, EHH B2; Uwagi: start udany
11. 12 lipca 1965, 19:00 GMT; s/n 7112-?; miejsce startu: Vandenberg Air Force Base (PALC2-4), USA
Ładunek: KH-7 20; Uwagi: start nieudany
12. 3 sierpnia 1965, 19:12 GMT; s/n 7111-7111; miejsce startu: Vandenberg Air Force Base (PALC2-4), USA
Ładunek: KH-7 21, EHH B3; Uwagi: start udany
13. 30 września 1965, 19:20 GMT; s/n 7110-7110; miejsce startu: Vandenberg Air Force Base (PALC2-4), USA
Ładunek: KH-7 22; Uwagi: start udany
14. 25 października 1965, 15:00 GMT; s/n 5301-5002; miejsce startu: Cape Canaveral Air Force Station (LC14), USA
Ładunek: GATV 5002; Uwagi: start nieudany – rakieta eksplodowała 6 minut po starcie. Czekająca na start misja Gemini 6 została odwołana
15. 8 listopada 1965, 19:26 GMT; s/n 7113-7113; miejsce startu: Vandenberg Air Force Base (PALC2-4), USA
Ładunek: KH-7 23, OPS 6232; Uwagi: start udany
16. 19 stycznia 1966, 20:10 GMT; s/n 7114-7114; miejsce startu: Vandenberg Air Force Base (PALC2-4), USA
Ładunek: KH-7 24, OPS 3179; Uwagi: start udany
17. 15 lutego 1966, 20:30 GMT; s/n 7115-7115; miejsce startu: Vandenberg Air Force Base (PALC2-4), USA
Ładunek: KH-7 25, Bluebell 2C, Bluebell 2S; Uwagi: start udany
18. 16 marca 1966, 15:00 GMT; s/n 5302-5003; miejsce startu: Cape Canaveral Air Force Station (LC14), USA
Ładunek: GATV 8; Uwagi: start udany
19. 18 marca 1966, 20:30 GMT; s/n 7116-7116; miejsce startu: Vandenberg Air Force Base (PALC2-4), USA
Ładunek: KH-7 26, OPS 0974; Uwagi: start udany
20. 8 kwietnia 1966, 19:35 GMT; s/n 5001-6703; miejsce startu: Cape Canaveral Air Force Station (LC12), USA
Ładunek: OAO-1; Uwagi: start udany
21. 19 kwietnia 1966, 19:12 GMT; s/n 7117-7117; miejsce startu: Vandenberg Air Force Base (PALC2-4), USA
Ładunek: KH-7 27; Uwagi: start udany
22. 14 maja 1966, 18:30 GMT; s/n 7118-7118; miejsce startu: Vandenberg Air Force Base (PALC2-4), USA
Ładunek: KH-7 28, EHH B4; Uwagi: start udany
23. 17 maja 1966, 15:15 GMT; s/n 5303-5004; miejsce startu: Cape Canaveral Air Force Station (LC14), USA
Ładunek: GATV 5004; Uwagi: start nieudany – start przebiegał normalnie do około 120. sekundy lotu (10 sekund przed wyłączeniem się silników dodatkowych). Wtedy to dysza silnika dodatkowego nr 2 przechyliła się do skrajnej pozycji korygującej nachylenie rakiety. Korekcja automatyczna nie odniosła skutku. Rakieta odzyskała pozycję stabilną po odłączeniu silników dodatkowych, jednak miała już wtedy przechył 216° i leciała w kierunku Przylądka Kennedy'ego z nachyleniem 13° poniżej linii horyzontu. Utracono łączność z rakietą, która kontynuowała lot według normalnej sekwencji, ale po nieprawidłowej trajektorii. Spadła do Atlantyku około 145 km od Florydy, po ok. 7,5 minutach lotu. Dochodzenie wskazało jako przyczynę niepowodzenia awarię elektryczną w obwodach serwomechanizmu. Czekająca na start misja Gemini 9 została przełożona.
24. 3 czerwca 1966, 19:25 GMT; s/n 7119-7119; miejsce startu: Vandenberg Air Force Base (PALC2-4), USA
Ładunek: KH-7 29, OPS 1856; Uwagi: start udany
25. 9 czerwca 1966, 20:10 GMT; s/n 7201-1351; miejsce startu: Vandenberg Air Force Base (PALC1-2), USA
Ładunek: MIDAS 10, SECOR 6, ERS 16; Uwagi: start udany
26. 12 lipca 1966, 17:57 GMT; s/n 7120-7120; miejsce startu: Vandenberg Air Force Base (SLC4E), USA
Ładunek: KH-7 30; Uwagi: start udany
27. 18 lipca 1966, 20:39 GMT; s/n 5305-5005; miejsce startu: Cape Canaveral Air Force Station (LC14), USA
Ładunek: GATV 5005; Uwagi: start udany
28. 10 sierpnia 1966, 19:26 GMT; s/n 5801-6630; miejsce startu: Cape Canaveral Air Force Station (LC13), USA
Ładunek: Lunar Orbiter 1; Uwagi: start udany
29. 16 sierpnia 1966, 18:30 GMT; s/n 7121-7121; miejsce startu: Vandenberg Air Force Base (SLC4E), USA
Ładunek: KH-7 31, OPS 6810; Uwagi: start udany
30. 19 sierpnia 1966, 19:26 GMT; s/n 7202-1352; miejsce startu: Vandenberg Air Force Base (SLC3E), USA
Ładunek: MIDAS 11, SECOR 7, ERS 15; Uwagi: start udany
31. 12 września 1966, 13:05 GMT; s/n 5306-5006; miejsce startu: Cape Canaveral Air Force Station (LC14), USA
Ładunek: GATV 5006; Uwagi: start udany
32. 16 września 1966, 17:59 GMT; s/n 7123-7123; miejsce startu: Vandenberg Air Force Base (SLC4E), USA
Ładunek: KH-7 32, EHH B5; Uwagi: start udany
33. 5 października 1966, 22:00 GMT; s/n 7203-1353; miejsce startu: Vandenberg Air Force Base (SLC3E), USA
Ładunek: MIDAS 12, SECOR 8; Uwagi: start udany
34. 12 października 1966, 19:15 GMT; s/n 7122-7122; miejsce startu: Vandenberg Air Force Base (SLC4E), USA
Ładunek: KH-7 33, OPS 5345; Uwagi: start udany
35. 2 listopada 1966, 20:23 GMT; s/n 7124-7124; miejsce startu: Vandenberg Air Force Base (SLC4E), USA
Ładunek: KH-7 34, OPS 5424; Uwagi: start udany
36. 6 listopada 1966, 23:21 GMT; s/n 5802-6631; miejsce startu: Cape Canaveral Air Force Station (LC13), USA
Ładunek: Lunar Orbiter 2; Uwagi: start udany
37. 11 września 1966, 19:07 GMT; s/n 5307-5001R; miejsce startu: Cape Canaveral Air Force Station (LC14), USA
Ładunek: GATV 5001R; Uwagi: start udany
38. 5 grudnia 1966, 21:09 GMT; s/n 7125-7125; miejsce startu: Vandenberg Air Force Base (SLC4E), USA
Ładunek: KH-7 35; Uwagi: start udany
39. 7 grudnia 1966, 02:12 GMT; s/n 5101-6151; miejsce startu: Cape Canaveral Air Force Station (LC12), USA
Ładunek: ATS-1; Uwagi: start udany
40. 2 lutego 1967, 20:00 GMT; s/n 7126-7126; miejsce startu: Vandenberg Air Force Base (SLC4E), USA
Ładunek: KH-7 36; Uwagi: start udany
41. 5 lutego 1967, 01:17 GMT; s/n 5803-6632; miejsce startu: Cape Canaveral Air Force Station (LC13), USA
Ładunek: Lunar Orbiter 3; Uwagi: start udany
42. 6 kwietnia 1967, 03:23 GMT; s/n 5102-6152; miejsce startu: Cape Canaveral Air Force Station (LC12), USA
Ładunek: ATS-2, Research Payload Module 481; Uwagi: start częściowo nieudany – osiągnięto nieużyteczną orbitę
43. 4 maja 1967, 22:25 GMT; s/n 5804-6633; miejsce startu: Cape Canaveral Air Force Station (LC13), USA
Ładunek: Lunar Orbiter 4; Uwagi: start udany
44. 22 maja 1967, 18:30 GMT; s/n 7127-7127; miejsce startu: Vandenberg Air Force Base (SLC4E), USA
Ładunek: KH-7 37, OPS 5557; Uwagi: start udany
45. 4 czerwca 1967, 18:10 GMT; s/n 7128-4837; miejsce startu: Vandenberg Air Force Base (SLC4E), USA
Ładunek: KH-7 38; Uwagi: start udany
46. 14 czerwca 1967, 06:01 GMT; s/n 5401-6933; miejsce startu: Cape Canaveral Air Force Station (LC12), USA
Ładunek: Mariner 5; Uwagi: start udany
47. 1 sierpnia 1967, 22:33 GMT; s/n 5805-6634; miejsce startu: Cape Canaveral Air Force Station (LC13), USA
Ładunek: Lunar Orbiter 5; Uwagi: start udany
48. 5 listopada 1967, 23:37 GMT; s/n 5103-6153; miejsce startu: Cape Canaveral Air Force Station (LC12), USA
Ładunek: ATS-3; Uwagi: start udany

## Atlas SLV-3A Agena D
Atlas SLV-3A Agena D – wojskowa amerykańska rakieta nośna wywodząca się z rakiet IRBM Atlas i RM-81 Agena. Była modyfikacją rakiety Atlas Agena D.
Wynosiła tajne ładunki wojskowe.

### Chronologia startów
1. 4 marca 1968, 13:06 GMT; s/n 5602A-6503; miejsce startu: Cape Canaveral Air Force Station (LC13), USA
Ładunek: OGO-5; Uwagi: start udany
2. 6 sierpnia 1968, 11:16 GMT; s/n 5501A-2801; miejsce startu: Cape Canaveral Air Force Station (LC13), USA
Ładunek: Canyon 1; Uwagi: start udany
3. 13 kwietnia 1969, 02:24 GMT; s/n 5502A-2802; miejsce startu: Cape Canaveral Air Force Station (LC13), USA
Ładunek: Canyon 2; Uwagi: start udany
4. 19 czerwca 1970, 11:37 GMT; s/n 5201A-1551; miejsce startu: Cape Canaveral Air Force Station (LC13), USA
Ładunek: Rhyolite 1; Uwagi: start udany
5. 1 września 1970, 01:00 GMT; s/n 5203A-2803; miejsce startu: Cape Canaveral Air Force Station (LC13), USA
Ładunek: Canyon 3; Uwagi: start udany
6. 4 grudnia 1971, 22:30 GMT; s/n 5503A-2804; miejsce startu: Cape Canaveral Air Force Station (LC13), USA
Ładunek: Canyon 4; Uwagi: start nieudany
7. 20 grudnia 1972, 22:20 GMT; s/n 5204A-2805; miejsce startu: Cape Canaveral Air Force Station (LC13), USA
Ładunek: Canyon 5; Uwagi: start udany
8. 6 marca 1973, 09:30 GMT; s/n 5202A-1552; miejsce startu: Cape Canaveral Air Force Station (LC13), USA
Ładunek: Rhyolite 2; Uwagi: start udany
9. 18 czerwca 1975, 09:00 GMT; s/n 5506A-2806; miejsce startu: Cape Canaveral Air Force Station (LC13), USA
Ładunek: Canyon 6; Uwagi: start udany
10. 23 maja 1977, 18:13 GMT; s/n 5507A-2807; miejsce startu: Cape Canaveral Air Force Station (LC13), USA
Ładunek: Canyon 7; Uwagi: start udany
11. 11 grudnia 1977, 22:45 GMT; s/n 5504A-1553; miejsce startu: Cape Canaveral Air Force Station (LC13), USA
Ładunek: Rhyolite 3; Uwagi: start udany
12. 7 kwietnia 1978, 00:45 GMT; s/n 5505A-1554; miejsce startu: Cape Canaveral Air Force Station (LC13), USA
Ładunek: Rhyolite 4; Uwagi: start udany